# Чиверс, Кристофер
Кристофер Джон Чиверс (англ. Christopher John Chivers) (р. 1964) — американский журналист и писатель, бывший шеф-редактор московского бюро газеты Нью-Йорк Таймс. Лауреат Пулитцеровской премии в составе группы журналистов «Нью-Йорк Таймс».

## Биография
Родился в городе Бингемтон, штат Нью-Йорк в 1964 году. Посещал Корнеллский университет, где играл в американский футбол на позиции защитника. Выпустившись из университета в 1987 году, Чиверс поступил на службу в Корпус Морской пехоты. Принимал участие в операции «Буря в пустыне», а впоследствии участвовал в подавлении беспорядков в Лос-Анджелесе. В 1992 году был с почётом демобилизован в звании капитана.
В дальнейшем, Чиверс продолжил образование и закончил Колумбийский университет по специальности «журналист». Работал в разных американских изданиях, но основную известность получил, став иностранным корреспондентом, специализируясь на материалах, написанных из горячих точек. Чиверс вёл репортажи из Афганистана, Израиля, Ирака и с территории бывшего СССР, являясь шеф-редактором московского отделения «Нью-Йорк Таймс». В частности, Чиверс работал в Чечне и находился в Беслане во время теракта в 2004 году. В 2005 году он стал автором репортажа из Узбекистана, посвящённого беспорядкам в Андижане to 1999.. В 2007 году Чиверс стал лауреатом премии «Золотой глагол», присуждаемой Международным союзом журналистов. В 2009 году в составе группы репортёров «Нью-Йорк Таймс» Чиверс получил Пулитцеровскую премию.
Помимо журналистской деятельности Чиверс стал автором книги «Автомат: АК-47 и эволюция войны» (англ. The Gun: The AK-47 and the Evolution of War).